# Plémy
Plémy is een gemeente in het Franse departement Côtes-d'Armor (regio Bretagne). De plaats maakt deel uit van het arrondissement Saint-Brieuc. Plémy telde op 1 januari 2022 1.583 inwoners.

## Geografie
De oppervlakte van Plémy bedroeg op 1 januari 2022 40,04 vierkante kilometer; de bevolkingsdichtheid was toen 39,5 inwoners per km².
De onderstaande kaart toont de ligging van Plémy met de belangrijkste infrastructuur en aangrenzende gemeenten.

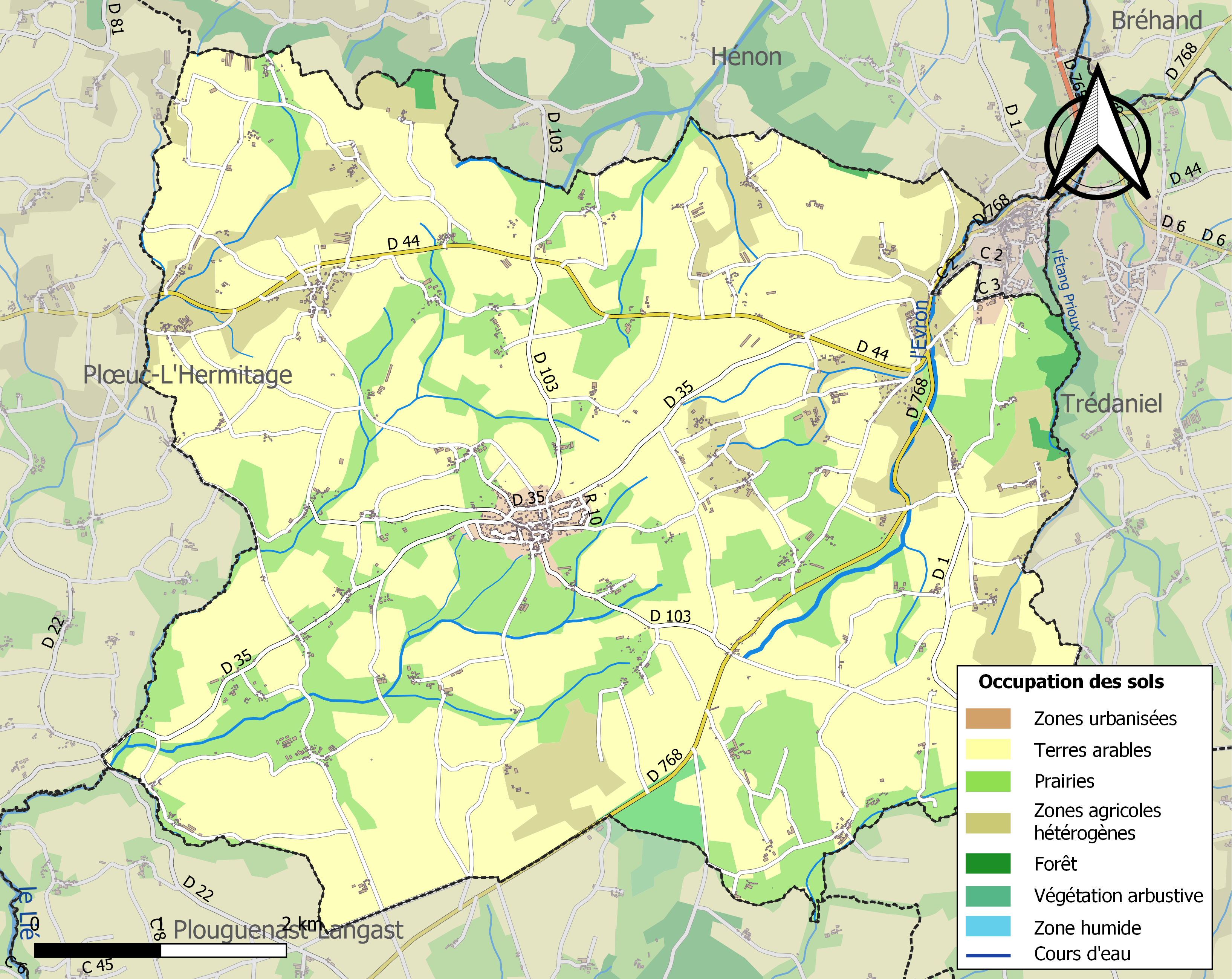

## Demografie
Onderstaande figuur toont het verloop van het inwonertal (bron: INSEE-tellingen).